# Pasquale Anfossi

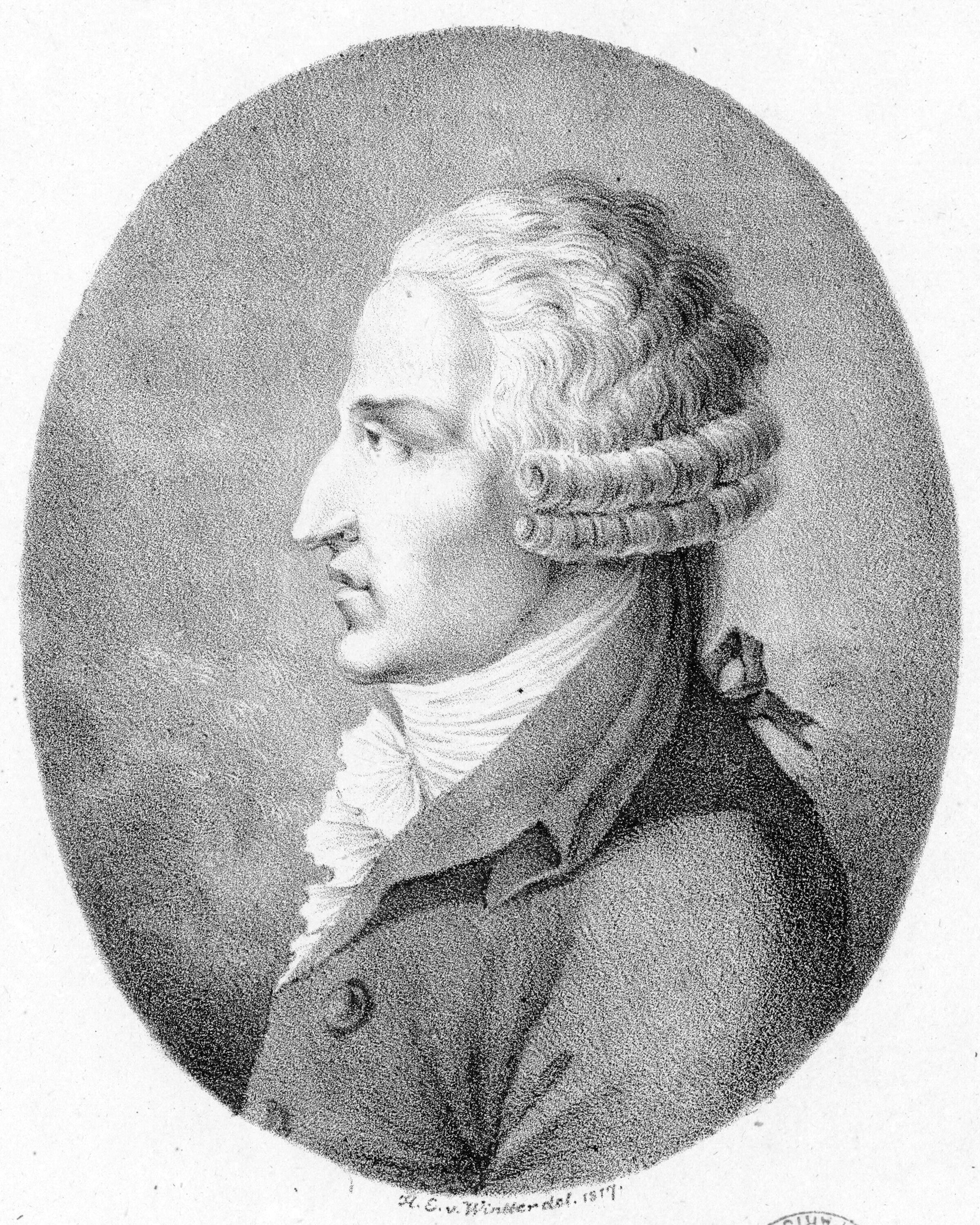
Pasquale Anfossi

Bonifacio Domenico Pasquale Anfossi (* 5. April 1727 in Taggia; † Februar 1797 in Rom) war ein italienischer Komponist des 18. Jahrhunderts, der zu seiner Zeit aufgrund seiner zahlreichen Opern geschätzt wurde.

## Leben
Zunächst strebte er den Beruf eines ausübenden Musikers an und studierte von 1744 bis 1752 am neapolitanischen Loreto-Konservatorium Violine, um für etwa zehn Jahre in einem Opernorchester dieses Instrument zu spielen. Danach entschloss er sich, Komponist zu werden und nahm Unterricht bei Sacchini und Piccini. Als seine erste Oper wurde die farsetta La serva spiritosa zum Karneval 1763 in Rom aufgeführt, womit er sich aber nicht sofort als Komponist etablieren konnte. Stattdessen arbeitete er seinem Lehrer Sacchini zu und ergänzte dessen Opern. Einen gewissen Durchbruch konnte er mit dem dramma giocoso L’incognita perseguitata 1773 in Rom erzielen.
Von 1773 bis 1782 war er maestro di cappella am Ospedaletto in Venedig. Bis 1782 schrieb er etwa 30 Opern, die hauptsächlich in Venedig und Rom aufgeführt wurden, gelegentlich auch im sonstigen Italien und in Wien. 1782 wurde mit Il trionfo della costanza seine erste Oper in London aufgeführt, wo er bis zum Jahre 1786 als Musikdirektor verpflichtet war, fünf neue eigene Opern aufführte und verschiedene Aufführungen von Werken anderer Komponisten beaufsichtigte, zum Beispiel Glucks Orfeo mit zusätzlicher Musik von J.C. Bach und Händel. Über seine letzte Oper in London, L’inglese in italia, schrieb ein Kritiker: „Die Musik leidet augenscheinlich unter einer ermüdenden Eintönigkeit“.
Anfossi reiste wieder zurück nach Italien, und im Karneval 1787 konnte er mit der farsetta Le pazzie de’ gelosi wieder die Römer für sich gewinnen. Dennoch brach 1789 die seit zwanzig Jahren ununterbrochene Produktion neuer Opern aus seiner Feder unmittelbar ab, und Anfossi beschränkte sich von nun an auf Kirchenmusik. Er wurde zum maestro di capella von San Giovanni in Laterano berufen und behielt diesen Posten bis zu seinem Tod.

## Werk
Anfossis Schaffen ist nicht komplett abzuschätzen, aber neben mindestens 20 Oratorien in Latein und Italienisch komponierte er mit Sicherheit 1758/94 vielleicht insgesamt 76 Opern (meist auf Texte Metastasios) die sämtlich nur in Handschrift vorliegen und stilkritisch wenig erforscht sind. Sein Frühwerk ist, nachvollziehbar, eng verwandt mit dem Stil seiner Lehrer Piccini und Sacchini, mit diatonischer, etwas nichtssagender Harmonik und hier und da inspirierter Melodik. Sein Orchestrierungsstil änderte sich im Laufe seiner Karriere; er erzielte farbigere Wirkungen durch den effektiven Einsatz von Blasinstrumenten. Bis zur Mitte der 70er Jahre schien er in seinen opere serie die altmodische, reine Da-capo-Arie zu bevorzugen, um dann, wie schon früher in seinen komischen Werken, zu freieren Formen überzugehen. Größere Formen schienen ihm zu liegen, und für sentimentale Momente und Charaktere hatte er offenbar eine Vorliebe.
Grundsätzlich wurde seine Musik kritisiert als nicht hinreichend dramatisch und schwach in der Charakterisierung. Seine Buffo-Charaktere haben bei weitem nicht die Originalität derer von Zeitgenossen wie Cimarosa und Paisiello, während seine seria-Musik eine gewisse Formelhaftigkeit nicht verleugnen kann. Die Zeitgenossen (Gerber, 1790) heben wiederum die Originalität seiner Buffa-Finales und Instrumente-Begleitung hervor, mit denen er offensichtlich zu den Wegbereitern der Mozart-Opern gehörte.
Anfossi war als Opernkomponist lange Zeit in Vergessenheit geraten, da trotz seiner großen Popularität bei seinen Zeitgenossen seine Werke von denen eines Salieri, Rossini oder Mozart schon während des 19. Jahrhunderts überstrahlt wurden. Dennoch inszenierte Johann Wolfgang von Goethe als Weimarer Theaterdirektor Anfossis farsetta La Maga Circe (Die Zauberin Circe). Das Libretto hatte er zusammen mit Christian August Vulpius überarbeitet und plante ebenfalls eine Erweiterung, die nie zustande kam.
Erst seit rund zwanzig Jahren wird das Werk Anfossis durch diverse Inszenierungen und Aufnahmen, wie z. B. von Giuseppe riconosciuto, erneut gewürdigt. Bei den Salzburger Sommerfestspielen (2005) wurden auch Werke Anfossis aufgeführt.

## Ausgewählte Werke
| Werk                   | Uraufführung  | Gattung           | Librettist                                                        |
| ---------------------- | ------------- | ----------------- | ----------------------------------------------------------------- |
| La clemenza di Tito    | Rom, 1769     | Dramma per musica | Pietro Metastasio                                                 |
| Nitteti                | Neapel, 1771  | Dramma per musica | Pietro Metastasio                                                 |
| Demofoonte             | Rom, 1771     | Dramma per musica | Pietro Metastasio                                                 |
| Quinto Fabio           | Rom, 1771     | Dramma per musica | Apostolo Zeno                                                     |
| Alessandro nelle Indie | Rom, 1772     | Opera seria       | Pietro Metastasio                                                 |
| Antigono               | Venedig, 1773 | Opera seria       | Pietro Metastasio                                                 |
| L’olimpiade            | Venedig, 1774 | Dramma per musica | Pietro Metastasio                                                 |
| Achille in Sciro       | Rom, 1774     | Dramma per musica | Pietro Metastasio                                                 |
| La finta giardiniera   | Rom, 1774     | Dramma giocoso    | unbekannt                                                         |
| Il geloso in cimento   | Wien, 1774    | Dramma giocoso    | Giovanni Bertati, nach Carlo Goldoni                              |
| Lucio Silla            | Venedig, 1774 | Dramma per musica | Giovanni Bertati? nach Giovanni de Gamerra                        |
| L’Avaro                | Venedig, 1775 | Dramma giocoso    | Giovanni Bertati                                                  |
| Didone abbandonata     | Venedig, 1775 | Dramma per musica | Pietro Metastasio                                                 |
| Giuseppe riconosciuto  | Rom, 1776     | Oratorium         | Pietro Metastasio                                                 |
| La vera costanza       | Rom, 1776     | Dramma giocoso    | F. Puttini                                                        |
| Adriano in Siria       | Padua, 1777   | Dramma per musica | Pietro Metastasio                                                 |
| Il curioso indiscreto  | Rom, 1777     | Dramma giocoso    | Giovanni Bertati oder G. Petrosellini nach Cervantes' Don Quixote |
| Sant’Elena al Calvario | Rom, 1777     | Oratorium         | Pietro Metastasio                                                 |
| Ezio                   | Venedig, 1778 | Dramma per musica | Pietro Metastasio                                                 |
| Cleopatra              | Mailand, 1779 | Dramma serio      | M. Verazi                                                         |
| I viaggiatori felici   | Venedig, 1780 | Dramma giocoso    | F. Livigni                                                        |
| La Betulia liberata    | 1781          | Oratorium         | Pietro Metastasio                                                 |
| Issipile               | London, 1784  | Serious opera     | Antonio Andrei nach Pietro Metastasio                             |
| Artaserse              | Rom, 1788     | Opera seria       | Pietro Metastasio                                                 |
| Zenobia di Palmir      | Venedig, 1789 | Dramma per musica | Gaetano Sertor                                                    |